# Kopiowanie (informatyka)
Kopiowanie – powielanie danych zapisanych w postaci elektronicznej na nośniku w celu przeniesienia ich kopii do innego komputera, na inny nośnik, bądź w inne miejsce w pamięci stałej komputera.
Przedmiotem kopiowania są zazwyczaj pliki komputerowe, a ich powielone egzemplarze nie różnią się niczym od oryginału. Dzięki cyfrowemu zapisowi nie tracą też na jakości i czytelności nawet po wielokrotnym kopiowaniu. Wykonuje się je często za pomocą menedżera plików, programu służącego do zarządzania plikami. Jedyne co może ulec zmianie w czasie kopiowania to atrybuty pliku-kopii takie jak np. data utworzenia i skojarzone z nim uprawnienia.
Ponieważ większość operacji na komputerze i w sieciach komputerowych wiąże się z różnymi formami kopiowania (np. odczytanie strony internetowej w przeglądarce, które zwykle polega na ściągnięciu przez Internet kopii tej strony z dysku serwera za pośrednictwem serwera WWW), powstały specjalne licencje biorące pod uwagę sytuację dzieł rozpowszechnianych na nośnikach elektronicznych (np. licencje Creative Commons, Affero GPL itp.).

## Przykłady zastosowań
- kopia bezpieczeństwa
- replikacja danych
- mirror